# František Josef Jiří z Valdštejna-Vartenberka
František Josef Jiří hrabě z Waldstein-Wartenbergu, počeštěně z Valdštejna-Vartenberka (německy Franz Joseph Georg Graf von Waldstein-Wartenberg; 24. dubna 1709 Praha – 2. února 1771 Mnichovo Hradiště) byl český šlechtic z rodu Valdštejnů.

## Život
Narodil se v Praze jako František de Paula Josef Jiří Heřman Vojtěch Norbert Ignác František Serafín Václav Jan Křtitel Jan Nepomuk Leonard hrabě z Valdštejna-Vartenberka (v němčině Franz de Paula Joseph Georg Hermann Adalbert Norbert Ignaz Franz Seraphicus Wenzel Johann Baptist Johann Nepomuk Leonhard Graf von Waldstein-Wartenberg). Jeho rodiči byli František Josef z Valdštejna a jeho manželka Marie Markéta, rozená Černínová z Chudenic.

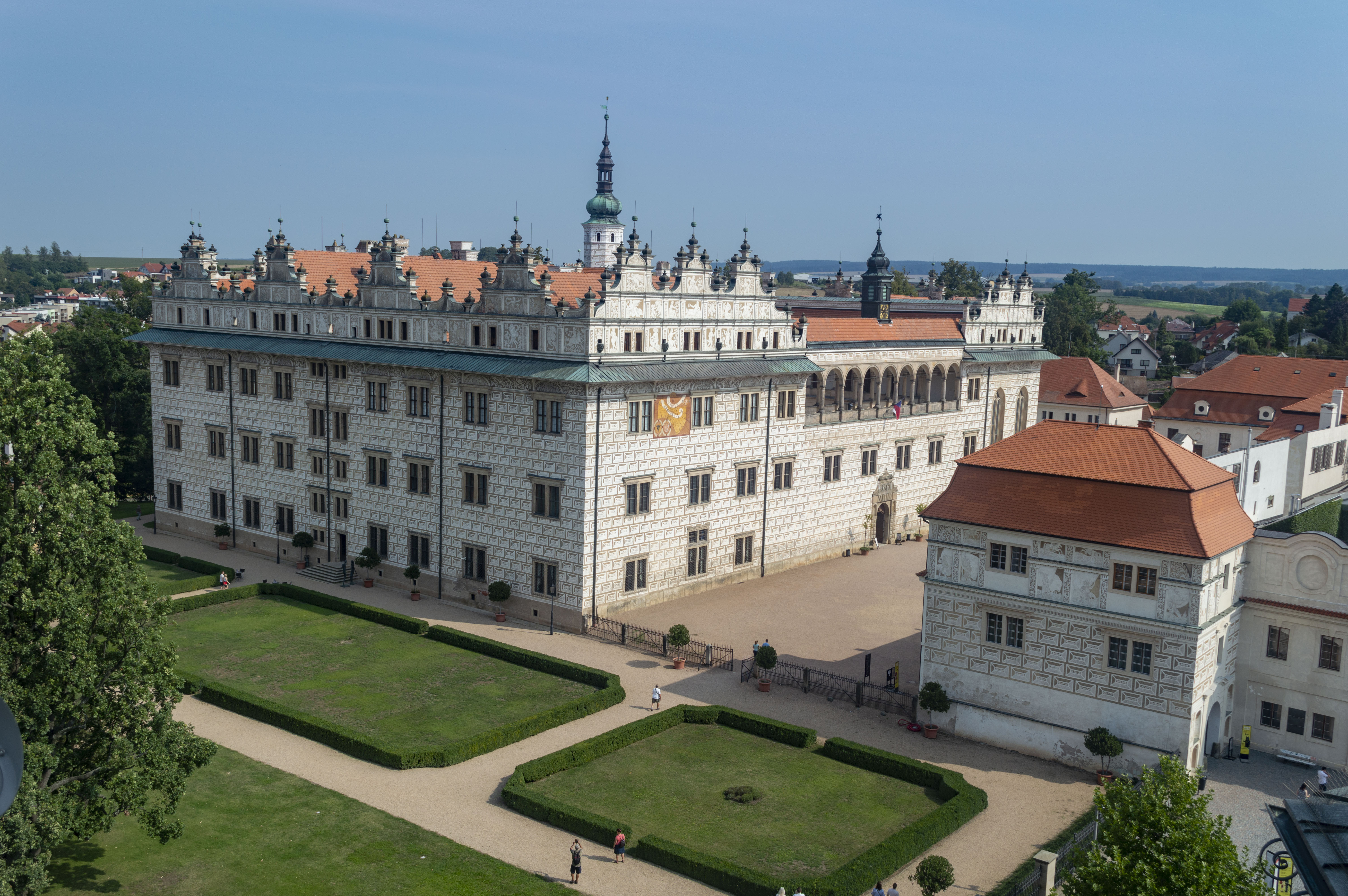
Renesanční zámek v Litomyšli

František Josef Jiří založil duchcovsko-litomyšlskou linii rodu Valdštejnů, která vymřela roku 1901 po meči. Od císařovny Marie Terezie získal 16. srpna 1758 spolu se synovcem Vincencem (1731–1797) privilegium k užívání titulu pán z Vartenberka (od té doby titul Valdštejn-Vartenberk / Waldstein-Wartenberg). Štít v rodovém erbu tím byl polepšen dvěma vartenberskými zlato-černě polcenými oválnými štítky, které obtočí zelený drak, dále modrým a zlatým lvem jako štítonošů a modrým hraběcím pláštěm, jenž splývá z hraběcí koruny, nad kterou jsou tři přilbice s klenoty.
František Josef se zamiloval do nejmladší dcery svého přítele Františka Václava z Trauttmansdorffu Marie Františky, která byla dokonce o pět let starší. 24. dubna 1729 se ve Vídni konala svatba a nevěstě šel za svědka sám slavný vojevůdce Evžen Savojský. Během svatebních oslav v Litomyšli zahráli studenti piaristického gymnázia představení Věrnost manželská. Tímto sňatkem vyženili Valdštejnové-Vartenberkové litomyšlský zámek a panství.
Do manželství se narodili dva synové – starší Emanuel Filibert získal duchcovské panství, mladší Jiří Kristián zdědil panství Litomyšl – a šest dcer.
Marie Josefa zemřela v roce 1757 a František Josef dva a půl roku poté vstoupil do kapucínského kláštera v Českých Budějovicích, kde dlouho žil. Zemřel 2. února 1771 na rodovém zámku Valdštejnů v Mnichově Hradišti.